# Carcavelos Surf School
A Carcavelos Surf School é uma escola de surf, fundada em 2001, na Praia de Carcavelos, em Portugal.
A Carcavelos Surf School é uma escola certificada pelo Turismo de Portugal e pela Federação Portuguesa de Surf.[carece de fontes?] Os responsáveis da Escola são Pós Graduados em Surf pela Faculdade de Motricidade Humana.[carece de fontes?]